# 24/7

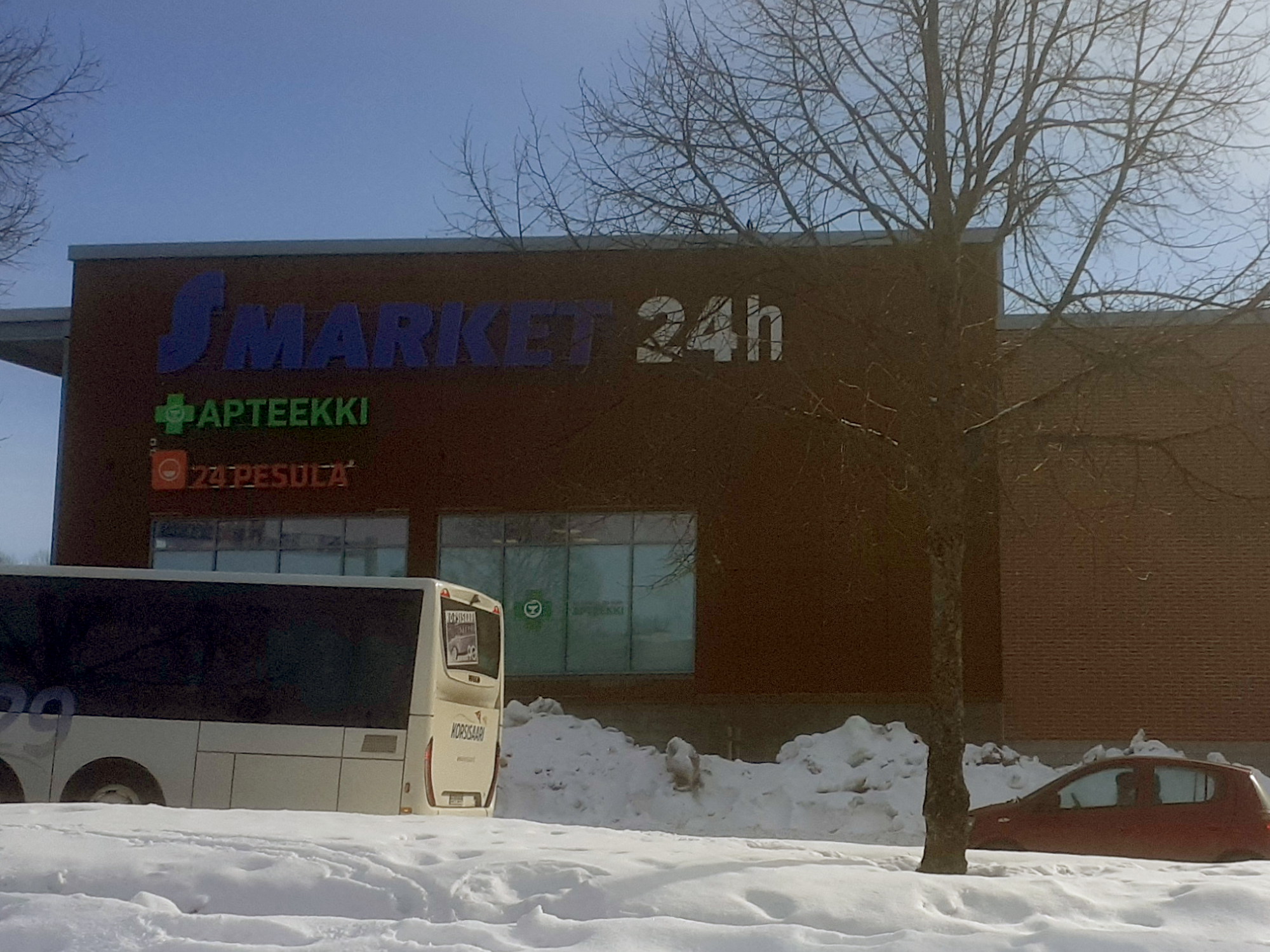
S-Market 24/7 Lebensmittelgeschäft in Klaukkala, Finnland

Die Abkürzung 24/7 (englisch twenty-four/seven) bezeichnet in der Wirtschaft die ständige Bereitschaft bzw. Verfügbarkeit einer Dienstleistung oder seltener die Fähigkeit zum Dauerbetrieb eines Gerätes oder einer Maschine. Bei Dienstleistungen kann 24/7 nur durch Schichtarbeit des Personals gewährleistet werden.

## Allgemeines
Die Abkürzung steht für 24 Stunden am Tag, 7 Tage die Woche – also immer oder Rund um die Uhr. Der Begriff stammt aus den USA und ist mittlerweile in fast allen Ländern verbreitet, die der anglo-amerikanischen Kultur nahestehen. In Deutschland und Österreich ist statt 24/7 eher 24h oder „rund um die Uhr“ verbreitet.

## Verwendung
Häufig findet man dieses Zeichen auf den Schildern von Restaurants oder Geschäften, die Tag und Nacht geöffnet haben. 24/7 ist ebenfalls ein Marketingschlagwort für Hochverfügbarkeit, vielfach wird dieser Begriff auch bei Wartungsverträgen verschiedener Branchen gebraucht. Wenn betont werden soll, dass ein Service auch an allen Feiertagen erreichbar ist, wird dies manchmal durch die Zahlenkombination 24/7/365 dargestellt. Dieser Service ist also 24 Stunden am Tag, 7 Tage die Woche und 365 Tage im Jahr verfügbar.

### Dienstleistungssektor
Polizeien, Feuerwehren, Rettungsdienste, Krankenhäuser und Altenheime weltweit unterhalten 24/7-Dienste. Über Rufbereitschaften rund um die Uhr sind Staatsanwaltschaften und zum Teil auch Ermittlungsrichter in Deutschland erreichbar. Einige Geschäfte (z. B. Tankstellen) sowie Flughäfen, Rundfunksender, Geldautomaten, Bibliotheken, Kraftwerke, Strom- und Gasnetzbetreiber, Gaststätten und Hotels sind rund um die Uhr erreichbar oder präsent. Manche Callcenter bieten außerdem einen 24/7-Service z. B. für Störungsannahmen, Auskünfte oder Telefonsex-Hotlines. Bereitschaftsdienste sind auch bei vielen anderen Unternehmen oder Behörden gebräuchlich.
Bezogen auf den Betrieb von Servern beschreibt 24/7 die nur durch einen Ausfall beschränkte Verfügbarkeit eines Servers.

### Sonstiges
- Die Abkürzung steht im Bereich BDSM für eine besondere Art des Zusammenlebens, der sozialen und sexuellen Beziehung und Lebensgemeinschaft: Dabei vertraut sich ein Partner (der submissive Teil – Sub oder Bottom) seinem dominanten Partner (Dom oder Top) vollständig, also 24/7 an und begibt sich auch im alltäglichen Leben ganz oder überwiegend in dessen Verantwortung. Diese Form des Zusammenlebens ist eine Form von gelebtem BDSM, teilweise auf Lebenszeit, und kann, muss aber nicht, andere Partnerschaften nebenher ausschließen. Teilweise ist es auch nur dem dominanten Teil erlaubt, andere Partner zu haben, oder es sind bestimmte Grenzen und Spielarten solcher Nebenpartnerschaften festgelegt. Immer beruht diese Lebensweise aber – wie grundsätzlich im BDSM-Bereich – auf gegenseitigem Einvernehmen aus freier Entscheidung beider Partner.
- In der amerikanischen Wrestlingliga WWE gab es bis 2002 den Hardcore-Titel, welcher offiziell 24/7 errungen werden konnte, wodurch er oft den Besitzer wechselte.
- Des Weiteren werden vor allem Computerspieler in Multiplayerspielen als 24/7-Zocker bezeichnet, wenn diese ein schon suchtartig langes Spielen an den Tag legen.